# Joseph de Fumel
Le comte Joseph de Fumel, né le 14 mars 1720 à Toulouse et guillotiné à Bordeaux le 27 juillet 1794 (17 thermidor An II), est un noble français, militaire, et éphémère maire de Bordeaux en 1791.

## Biographie

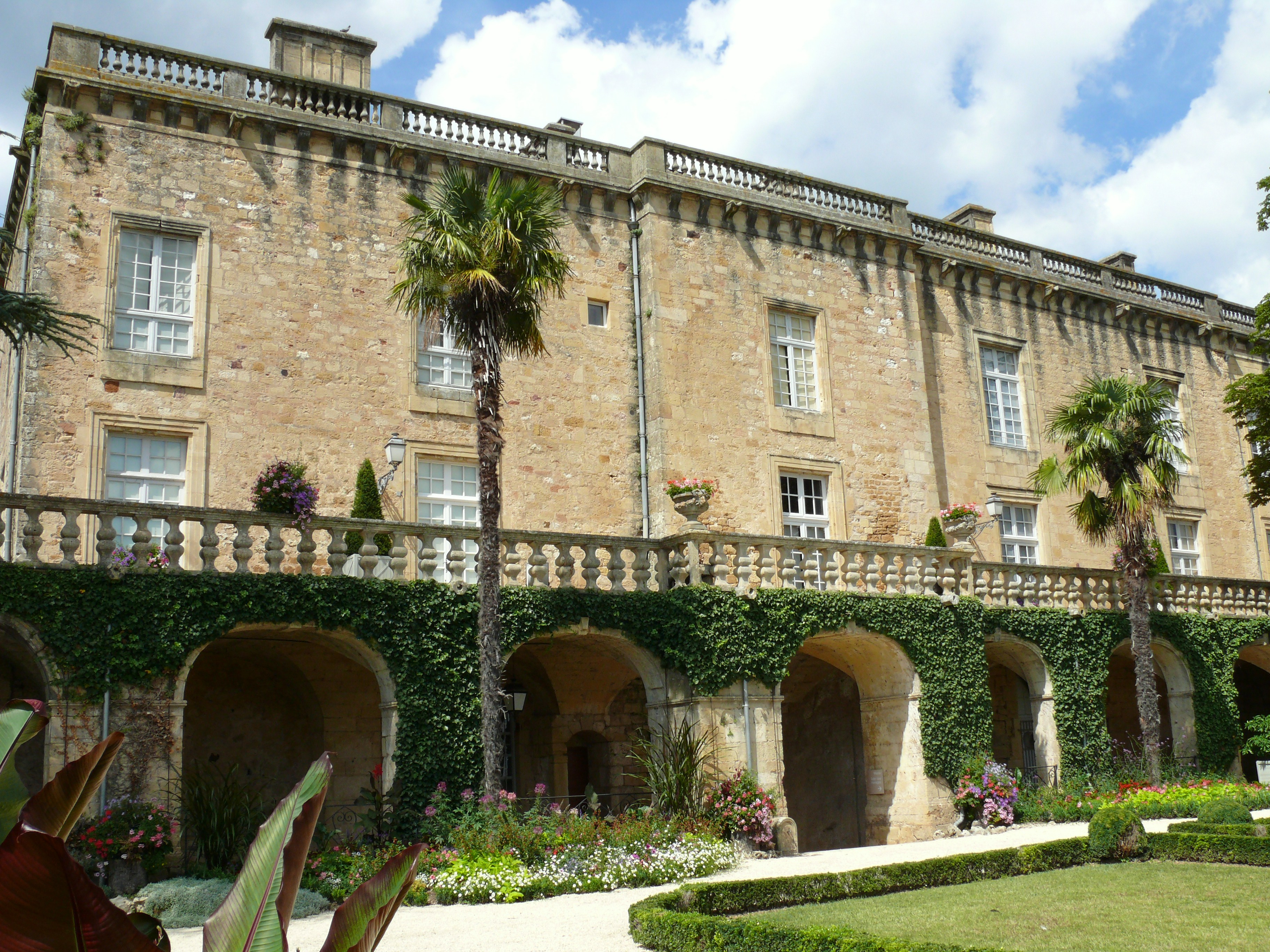
Le château de Fumel.

Joseph de Fumel est le troisième , des sept enfants du comte Louis de Fumel (1683-1749), mainteneur de l'Académie des Jeux floraux, issu d'une famille noble de Fumel, dans l'Agenais, et de Catherine Thomas de Bertier. Ses aïeux maternels sont François de Bertier, premier président du Parlement de Pau (1703), puis de Toulouse (1710), et Marie de Catellan.
Il est le frère de Jean-Félix-Henri de Fumel (1717-1790), évêque de Lodève.
Il est comte de Fumel à la mort de son père, baron de Pauilhac et de Lavelanet, seigneur d'Hautes-Vignes, Pessac, Haut-Brion et Margaux.
Il est membre de la Société des beaux-arts de Toulouse avant de quitter Toulouse pour Bordeaux en 1747.
Il épouse le 16 mai 1748 Marie-Elisabeth de Conty d'Hargicourt, dont il a au moins sept enfants.
Il poursuit une carrière militaire de 1739 à 1762, guerroyant successivement en Flandres, en Alsace, en Souabe, en Bavière, en Provence, en Bretagne et en Hanovre, jusqu'à accéder au grade de maréchal de camps. En 1773, il devient gouverneur du château Trompette à Bordeaux, puis commandant de la province de Guyenne. Nommé lieutenant général en 1780, il reçoit l'année suivante la grand-croix de l'ordre de Saint-Louis.
À la Révolution, le roi le nomme commandant de la 11e division militaire le 1er avril 1791, mais il se démet de ses fonctions au mois de juin. Rallié à la cause de la révolution, il est élu maire de Bordeaux le 19 février 1790 par acclamation (2 193 voix sur 3 737 votants au second tour) des habitants de la ville — auprès desquels il bénéficie d'une réputation de générosité —, mais renonce aussi à cette charge peu après, dépassé par l'âge.
Il se retire alors dans son château de Haut-Brion à Pessac, et n'intervient plus dans la vie publique. En 1793, il est arrêté et incarcéré à Bordeaux, puis guillotiné le 27 juillet 1794 (17 thermidor An II) car, « s'étant montré l'ennemi du peuple, entrainant la dissolution de l'unité et de l'indivisibilité de la République, il doit être rangé dans la classe des aristocrates et condamné à mort »[réf. nécessaire].
La sépulture familiale des de Fumel est encore visible au cimetière de la Chartreuse, à Bordeaux.